# فولتون سنتر
فولتون سنتر (انگلیسی: Fulton Center) یک مجموعه مترو و مجتمع تجاری است که در خیابان برادوی، منهتن، نیویورک قرار دارد و در سال ۲۰۱۴ افتتاح شده‌است..
این مجتمع به عنوان بخشی از پروژه ۱٫۴ میلیارد دلاری توسط اداره ترابری متروپولیتن (MTA) برای بازسازی ایستگاه خیابان فولتون متروی نیویورک سیتی ساخته شده‌است. فولتون سنتر شامل ایجاد معابر جدید زیرزمینی و نقاط دسترسی به مجتمع، بازسازی ایستگاه‌های تشکیل دهنده و احداث یک ساختمان بزرگ ایستگاه بود که به عنوان بخشی از مرکز تجارت جهانی وستفیلد فعالیت می‌کند.

## نگارخانه

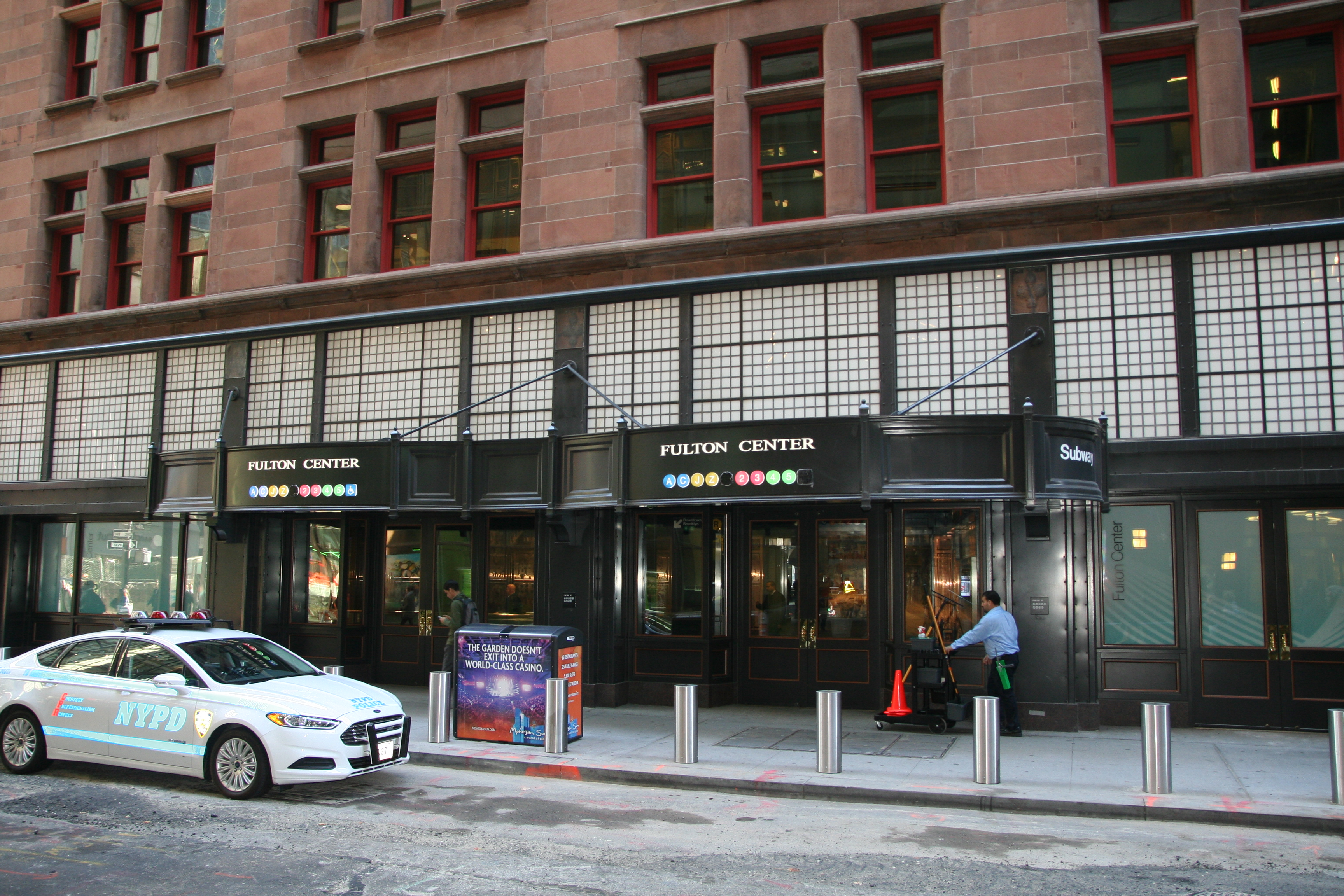
ورودی
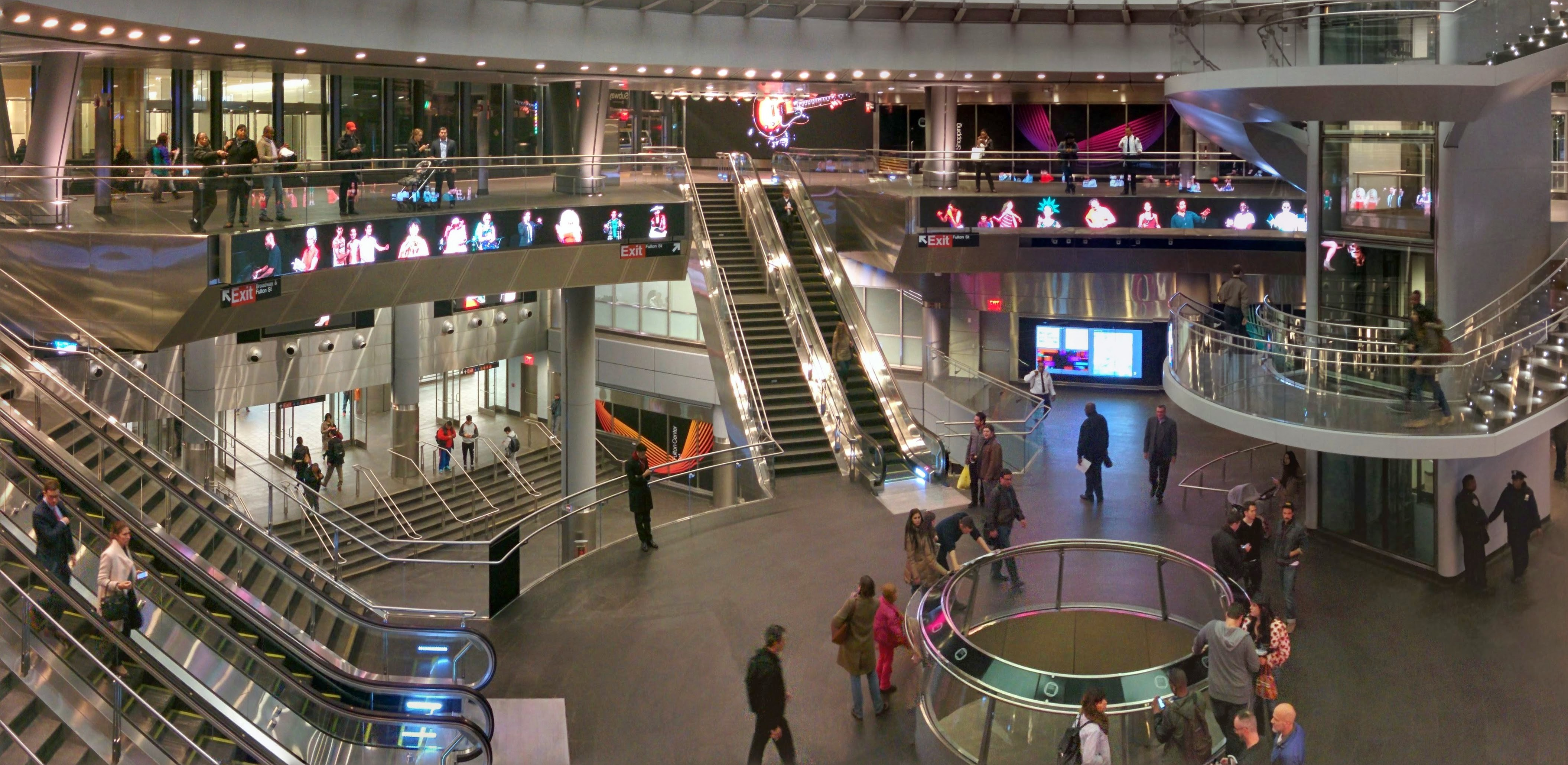
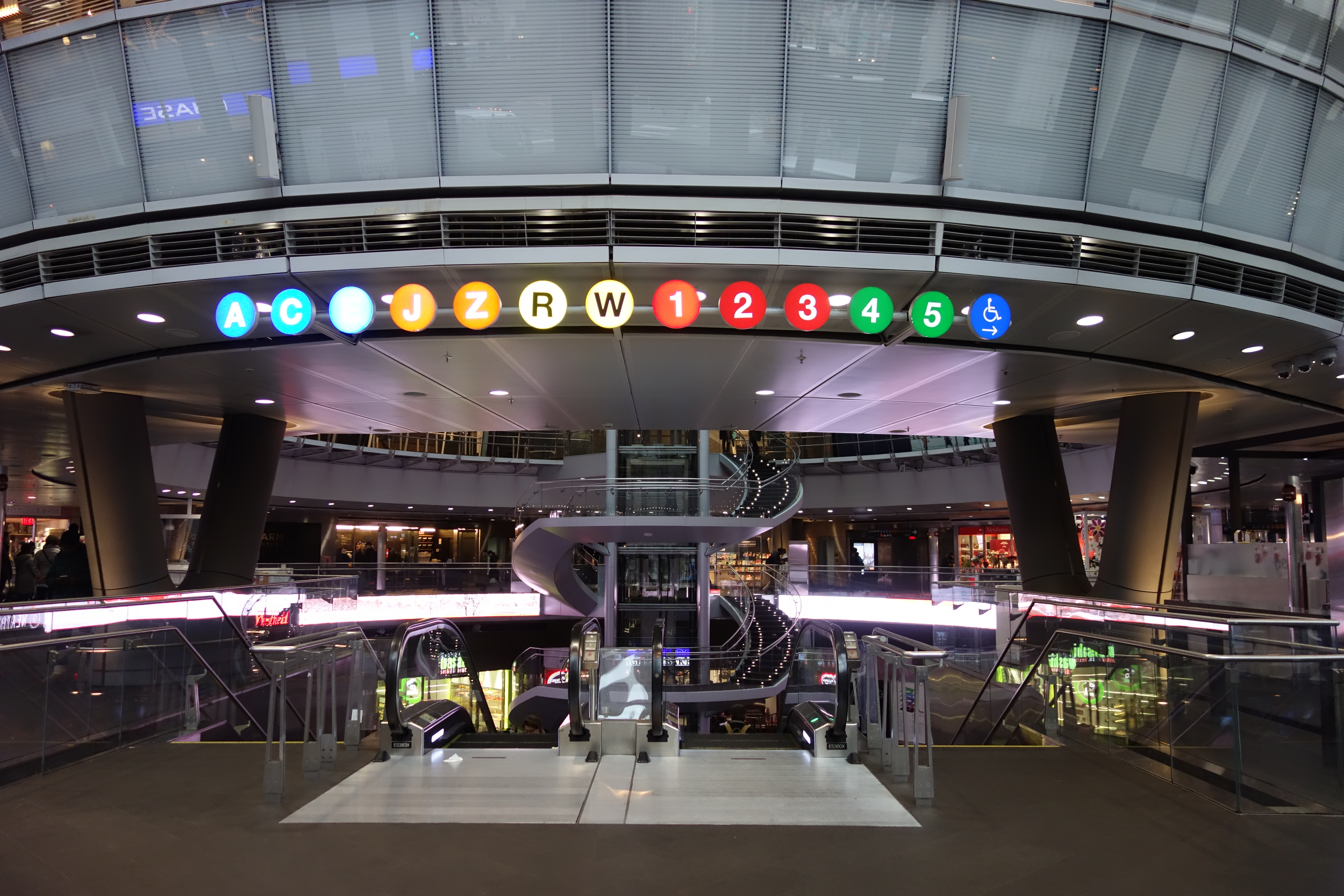
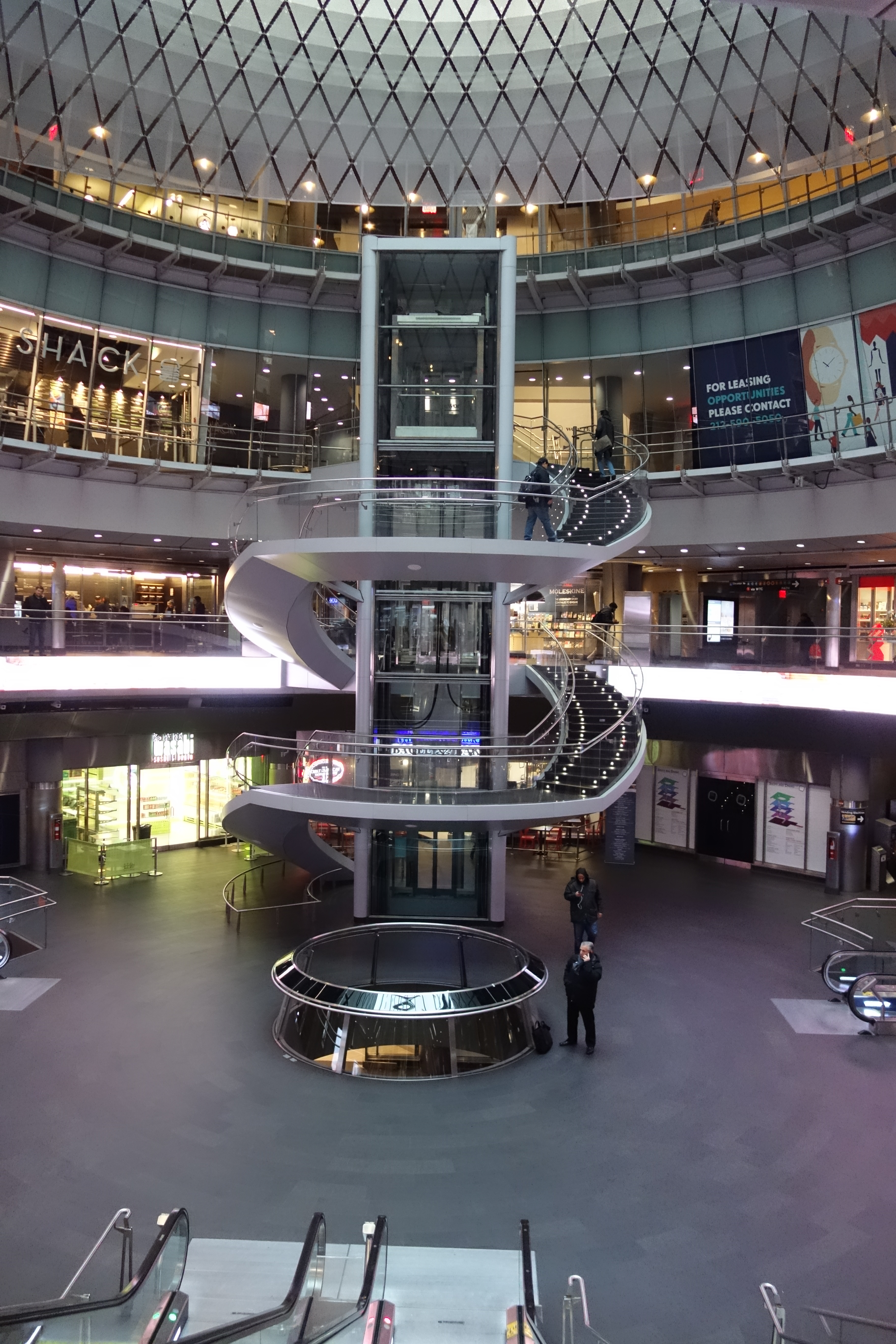